# Кливленд
Кливленд (енгл. Cleveland, пре 1831. Cleaveland) други је по величини град у америчкој савезној држави Охајо. Налази се на североистоку САД, на месту где се река Кајахога улива у језеро Ири. Број становника по попису из 2020. године је 372.624.
Кливленд је главни град Округа Кајахога. Уједно је географски, привредни и културни центар шире статистичке регије (Cleveland-Elyria-Mentor Metropolitan Statistical Area) у којој живи 2 милиона људи.
Кливленд је основан 1796. Због положаја повољног за саобраћај, град је у 19. веку брзо постао саобраћајни и индустријски центар. Године 1930. био пети највећи град САД са 900.000 становника. Због структурних промена у привреди друге половине 20. века, Кливленд је доживео опадање становништва и привредног значаја. Томе су допринели етнички сукоби и лош образовни систем. Сиромаштво, висока незапосленост, криминал, смањена привредна активност и одливање становништва су проблеми са којима се град бори до данас.
У граду делује велики симфонијски оркестар, неколико професионалних спортских тимова (Кливленд кавалирси, Кливленд индијанси, Кливленд браунси), а ту је и Кућа славних рокенрола (Rock and Roll Hall of Fame). У Кливленду постоје 3 универзитета. Лука је трећа по величини међу лукама Великих језера и повезана је са Атлантским океаном.

## Демографија
| Година | Становништво |
| ------ | ------------ |
| 1820   | 606          |
| 1830   | 1075         |
| 1840   | 6071         |
| 1850   | 17034        |
| 1860   | 43417        |
| 1870   | 92829        |
| 1880   | 160146       |
| 1890   | 261353       |
| 1900   | 381768       |
| 1910   | 560663       |
| 1920   | 796841       |
| 1930   | 900429       |
| 1940   | 878336       |
| 1950   | 914808       |
| 1960   | 876050       |
| 1970   | 750903       |
| 1980   | 573822       |
| 1990   | 505616       |
| 2000   | 478403       |
| 2010   | 396815       |

## Становништво
| Група             | 2000.   | 2010.   |
| Белци             |         | 132.710 |
| Афроамериканци    |         | 208.208 |
| Азијати           |         | 7.213   |
| Хиспаноамериканци |         | 39.534  |
| Укупно            | 478.403 | 396.815 |

## Партнерски градови
- Клајпеда
- Александрија
- Брашов
- Мишколц
- Мејо
- Бахир Дар
- Бангалор
- Кливленд
- Фјер
- Холон
- Ибадан
- Лима
- Меангуера
- Морасан
- Бет Шеан
- Љубљана
- Волгоград
- Гдањск
- Тајпеј
- Виченца
- Нетуно
- Братислава
- Рума
- Нови Сад